# Squire Fridell
Squire Fridell, född 9 februari 1943 i Kalifornien, är en amerikansk skådespelare. Förutom biroller i många TV-serier, har han agerat i tusentals TV-reklaminslag, bl.a. för Toyota från 1978 till 2007 och som Ronald McDonald från 1984 till 1991.